# سانتیاگو اوستولاسو
سانتیاگو اوستولاسو (اسپانیایی: Santiago Ostolaza‎؛ زادهٔ ۱۰ ژوئیهٔ ۱۹۶۲) بازیکن سابق و مربی فوتبال اهل اروگوئه است.
از باشگاه‌هایی که در آن بازی کرده‌است می‌توان به باشگاه فوتبال کرتارو، باشگاه ورزشی الیمپیا، باشگاه ورزشی دفنسور، باشگاه فوتبال ناسیونال (اروگوئه)، باشگاه فوتبال کیوتو سانگا، باشگاه فوتبال جیمناسیا لاپلاتا، باشگاه فوتبال مونته‌ویدئو واندررز، و باشگاه فوتبال کروز آزول اشاره کرد.
وی همچنین در تیم ملی فوتبال اروگوئه بازی کرده‌است.